# 锥笔帽螺
锥笔帽螺（学名：是翼足目真有壳翼足目角驼蝶螺科角駝蝶螺屬的一种海洋腹足纲軟體動物。

## 分佈
本物種見於南韓、中国大陆的黃海水域、台灣及北美洲的墨西哥灣。
台灣海峽、黃海、東海、南海、

## 外部連結
- 維基物種上的相關：锥笔帽螺